# هریت کینز
هریت کینز (انگلیسی: Harriet Cains؛ زادهٔ ۱۷ سپتامبر ۱۹۹۳) بازیگر اهل بریتانیا است. وی از سال ۲۰۱۲ میلادی تاکنون مشغول فعالیت بوده‌است.
از فیلم‌ها یا برنامه‌های تلویزیونی که وی در آن نقش داشته‌است می‌توان به بریجرتون اشاره کرد.